# 直根村
直根村（ひたねむら）は秋田県由利郡にあった村。現在の由利本荘市の南西端にあたる。

## 地理
- 山：大森、離森、黒森、大平、百宅大森、遠上山、兜山、三滝山、水無大森
- 河川：子吉川、直根川、下玉田川、上玉田川、赤沢川

## 歴史
- 1889年（明治22年）4月1日 - 町村制の施行により、中直根村、百宅村、上直根村、下直根村、猿倉村、才ノ神村の区域をもって発足。
- 1955年（昭和30年）3月31日 - 笹子村・川内村と合併して鳥海村が発足。同日直根村廃止。